# Paleosuelo

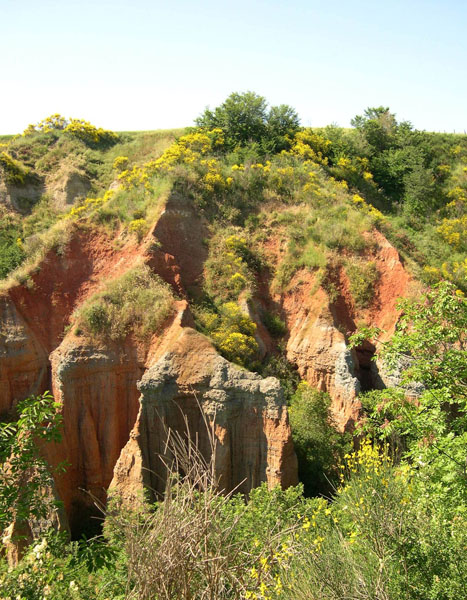
Secuencia de paleosuelos, Toscana, Italia.

Un paleosuelo es un suelo inactivo antiguo preservado por soterramiento en una sucesión estratigráfica o expuesto prolongadamente en la superficie. Su estudio es objeto de la Paleopedología. Debido al carácter episódico de la acumulación de sedimentos, es frecuente que una secuencia sedimentaria continental contenga paleosuelos aislados, superpuestos o múltiples.
Se reconocen principalmente por la presencia de: a) trazas de raíces de variable morfología y concentración, tales como rizolitos, rizoconcreciones, rizohalos, paleorizosferas, etc.; b) horizontes principales y subordinados, definidos por cambios composicionales, estructurales o de color, y c) macro y microestructuras edáficas como por ejemplo agregados (peds), glébulas (nódulos, concreciones o motas), cutanes, pedotúbulos, y microfábrica plásmica.
Pueden hallarse paleosuelos, litificados o no, en depósitos desde el Precámbrico hasta el Cuaternario, en secuencias siliclásticas, volcánico-piroclásticas o carbonáticas, mayormente continentales (fluviales, eólicas, deltaicas, lacustres marginales, glaciares, etc.), aunque son también posibles en sucesiones marinas debido a rápidos descensos del nivel del mar. Se originan en lapsos de estabilidad del paisaje (sin erosión, mínima o nula sedimentación), cuando la tasa de pedogénesis supera la de sedimentación. Por ende, reflejan un complejo balance entre acumulación, meteorización, erosión, y denotan un hiato deposicional de extensión temporal variable (i.e. diastema, discordancia). 
Los paleosuelos resultan útiles en diferentes tipos de análisis geológicos. En el aspecto estratigráfico y a través del conocimiento de su grado de desarrollo y frecuencia, permiten evaluar la integridad o continuidad de una sucesión, la presencia de diastemas o discordancias no deposicionales, los controles alocíclicos sobre la sedimentación y la tasa de acumulación a distintas escalas. Asimismo, sirven para subdividir secciones o cortejos dentro de secuencias deposicionales y poseen un significativo valor como niveles guía para la correlación en superficie y subsuelo. A escala de cuenca y desde una óptica tectónica, los paleosuelos facilitan la evaluación de tasas de subsidencia. 
Dado que un paleosuelo puede ser considerado la traza de un ecosistema del pasado y también un ambiente preservacional de muchos tipos de fósiles corpóreos, su aplicación en estudios paleoambientales (paleoclimáticos, paleoecológicos y paleogeográficos) resulta relevante. Los paleosuelos permiten reconocer diferentes características del antiguo clima y ambiente en el que el suelo se originó, por ejemplo estacionalidad climática, precipitación y temperatura media anual, profundidad del nivel freático, ciertos rasgos del paleorrelieve, tipo de vegetación (selvática, boscosa, herbácea, pantanosa, etc.), sistemas de raíces y la fauna del suelo, ya sean invertebrados (hormigas, escarabajos, abejas, lombrices, crustáceos) o vertebrados (roedores, reptiles). Sumando estudios geoquímicos (orgánico e inorgánicos) y mineralógicos se puede analizar la meteorización química y biológica sufrida por los materiales originales del paleosuelo y de este modo reconocer cambios en los fósiles. 